# NGC 5725
NGC 5725 في الفهرس العام الجديد، هي مجرة، تقع في كوكبة العذراء. اكتشفت في 27 أبريل 1862 بواسطة هاينريش لويس دريست.

## روابط خارجية
- NGC 5725 على موقع ويكي سكاي: DSS2, SDSS, GALEX, IRAS, Hydrogen α, X-Ray, Astrophoto, Sky Map, Articles and images